# ヤマハ・RXシリーズ
RXシリーズ（アールエックス・シリーズ）とは、1984年よりヤマハから発売されたRX11をはじめとするリズムマシン専用機の型番・商品名である。パーカッション専用音源モジュールであるPTX8も合わせて紹介する。

## 概要
FM音源全盛期だが、リズムサウンドのFM合成が困難だったせいか、PCM音源を採用している。まだAWM音源という名称が登場しておらず、PCM音源とカタログ、マニュアルで表記されている。

## シリーズのモデル
RX11
1984年登場。256kビットのWAVE ROMを6個搭載し、29音色。100パターン、10ソング。ソングパート数は255。2チャンネルのステレオ出力端子と10チャンネルの独立アウトを装備。現在は、RX11のサウンドを収録したプラグインソフトウェアのAREX 2011が無償公開されている。
RX15
1984年登場。256kビットのWAVE ROMを4個搭載。15音色。100パターン、10ソング。ソングパート数は255。分解能は1/192。
RX17
1987年登場。2MビットのWAVE ROMを1個搭載。26音色。パターンデータ100、ソングデータ10。
RX21
1985年登場。256kビットのWAVE ROMを2個搭載。100パターン、4ソング。ソングパート512。
現在は、RX21のサウンドを収録したプラグインソフトウェアのVintage Drum Elementが無償公開されている。
RX21L
1985年登場。珍しいパーカッション専用のリズムマシン。256kビットのWAVE ROMを3個搭載。50パターン、4ソング。
ラテン系打楽器含む16音色を搭載。
RX5
1986年登場。RXシリーズの最高機種。本体とカートリッジに1MビットWAVE ROMを2個搭載。合計4Mビットの音色容量。本体内24音色。付属ROMカートリッジや別途販売されていた音色ROMカートリッジで音色追加可能。100パターン、20ソング。分解能1/96。RAMカートリッジに曲データを記憶可能。
音源は、正規化12ビットD/A変換。同時発音数12 (1音色最大1であるが、割り当てをすることで12まで可)
ステレオ出力の他、12チャンネル独立出力を搭載。ステレオ出力に対して、12チャンネルの簡易ミキサーを本体に搭載
音程を変更することができる他、エンベロープが設定、反転再生できるようになり、本機のみで楽曲を作成することも事実上可能となった。
本機より、デモソングが内蔵されている。現在は、SampleScienceからは、RX5のサウンドを収録したプラグインソフトウェアのVintage Drum Elementが無償公開されている。さらにアップデートにより新たにRX21のサウンドが追加されている。
RX7
1987年登場。4MビットWAVE ROMを2個、1MビットWAVE ROMを1個搭載。ギターやベースなどを含む100音色。
100パターン、20ソング、ソングチェイン3。分解能1/96。RAMカートリッジに曲データやエディットしたボイスデータを記憶可能。
音源は、正規化12ビットD/A変換。同時発音数16 (1音色最大8)
各音ごとにパンポットが設定できるようになった。(RX5では、12chそれぞれ固定パンポット)
RX8
1988年登場。43音色。同時発音数11。100パターン、20ソング。音源は、量子化16ビットD/A変換。
RX120
1988年登場。2MビットWAVE ROMを2個、1MビットのWAVE ROMを1個。38音色。
PTX8
1987年登場。2Uフルラックサイズのパーカッション専用音源モジュール。本体に26波形内蔵。ROMカートリッジに最大28波形内蔵可能。ボイスメモリー：64　キットメモリー：32　チェインメモリー：10　RX5用の音色カートリッジが利用可能。8個のパッドを接続し、電子ドラムとして利用可能。またステレオ出力端子とは別に独立アウトを8個装備し、パッドごとに個別に出力可能としている。